# Yu-Gi-Oh! GX
Yu-Gi-Oh! GX (jap. 遊☆戯☆王デュエルモンスターズGX, Yū-Gi-Ō Dyueru Monsutāzu GX / Yu-Gi-Oh! Duel Monsters GX) ist eine  Anime- und Manga-Serie und Nachfolger der Serie Yu-Gi-Oh!. Die Handlung beginnt etwa drei Jahre nach deren Ende. Das GX als Namenszusatz gegenüber dem Vorgänger steht für Generation neXt.
Den Mittelpunkt der Handlung bildet, wie beim Vorgänger, das „Duel Monsters“-Sammelkartenspiel, welches mittlerweile tief in der Gesellschaft verwurzelt ist. Deshalb ist es nicht verwunderlich, dass Seto Kaiba eine Duellakademie gegründet hat, an der das Spielen von Duel Monsters gelehrt wird. An dieser Akademie hat sich der Junge Jaden Yuki beworben.
Von Yu-Gi-Oh! GX existiert sowohl eine Anime-Fassung, als auch eine Manga-Adaption dieser Fernsehserie. Der folgende Artikel beschäftigt sich hauptsächlich mit der Fernsehserie.

## Handlung
Das Sammelkartenspiel „Duel Monsters“ gewann in den letzten Jahren innerhalb des Serienuniversums erheblich an Popularität und ist mittlerweile fest in den dortigen Alltag integriert. Der in dieser Welt aufgewachsene Jaden Yuki wird an einer Schule aufgenommen, die – wie einige andere weltweit – sich auf das Vermitteln von Lerninhalten zu diesem Kartenspiel spezialisiert hat. Die Akademie wurde von Seto Kaiba gegründet und ist auf einer einsamen Insel nahezu völlig von der Außenwelt abgeschnitten. Daher beschränkt sich das Geschehen in den ersten Folgen meist auf diese Insel.

### Die erste Staffel
Der Hauptcharakter Jaden kommt nach einigen Querelen als vielversprechendes Duelltalent zur Duellakademie und macht schnell von sich und seinen Fähigkeiten reden, so dass er bald sogar die Akademie in einem Duell gegen eine konkurrierende Duellschule (Nordakademie) vertritt und auch als Sieger hervorgeht. Neben vielen neuen Freunden findet er auch zunächst in dem Vizekanzler der Duellakademie, Professor Crowler, und dem Mitschüler Chazz Princeton erbitterte Gegner, die er jedoch nach und nach auf seine Seite zieht.
Ab Folge 27 beginnt die erste eigentliche Handlung: Sieben Kopfgeldjäger (Schattenreiter) sollen im Auftrag des früheren Schulleiters Kagemaru sieben Schlüssel, die den sieben ausgewählten Duellanten anvertraut wurden, stehlen. Mit den sieben Schlüsselfragmenten lassen sich in einer Höhle unter der Duellakademie sieben Steintore öffnen, die zusammen die Geister dreier Dämonen versiegeln. Würden die Dämonen wieder Freiheit erlangen, so würde sich Chaos über die Welt verbreiten. Mit Hilfe der Dämonen will Kagemaru ewige Jugend erlangen. Die sieben Schlüsselwächter sind Jaden, Alexis, Bastion, Chazz und Zane, sowie die Professoren Crowler und Banner. Nacheinander werden die Schlüsselwächter in Duellen geschlagen und müssen ihre Schlüssel preisgeben, doch im entscheidenden Duell gelingt es Jaden, Kagemaru die Stirn zu bieten und die Welt zu retten.
Zum Abschluss des Jahres wird Zane mit einem Graduationsduell verabschiedet, das er mit Jaden bestreiten will. Dieses Duell endet in einem Unentschieden.

### Die zweite Staffel
In der zweiten Staffel der Serie hat sich einiges verändert: Kanzler Sheppard hat die Duellakademie verlassen. Dr. Crowler hat die Leitung übernommen, sein neuer Vizekanzler ist der ebenso extravagante Bonaparte. Die beiden sehen sich mit dem Problem konfrontiert, dass die Akademie immer mehr an Popularität verliert, und versuchen nun, Duellprofis anzuwerben.
Auch Zanes Debüt als Duellprofi ist alles andere als positiv. Nicht nur, dass er bei seiner Niederlage wie ein Amateur aussieht, sein erster Gegner Aster Phoenix verwendet auch das gleiche Deck wie Jaden und kündigt darüber hinaus an, sich als Student der Duellakademie einzuschreiben. Nachdem auch Jaden gegen ihn verliert, verschwinden Zane und Jaden spurlos, und während Zane der Finsternis verfällt, will Jaden die Duellakademie aufgrund dessen, dass er seine Karten nicht mehr erkennen kann, zuerst verlassen, erwacht, nachdem sein Boot gekentert war, aber planlos im Neo-Weltraum. Hier bekommt er durch einen Neo-Weltraum-Bewohner sein Selbstvertrauen zurück und kann seine Karten wiedererkennen. Ferner erhält er den Auftrag, das Universum vor dem Licht zu retten. Von diesem Zeitpunkt an ist sein Deck durch die Neo-Weltraum-Bewohner gestärkt.
Der weitere Handlungsstrang wird damit fortgesetzt, dass sich der hellseherische Manager von Aster, Sartorius, die blaue Unterkunft der Duellakademie in eine weiße umwandelt und seine „Gesellschaft des Lichts“ gründet. Sartorius zieht immer mehr Duellanten der Akademie auf seine Seite, u. a. auch Chazz, Alexis und Bastion, aber alle bis auf Bastion, der die Akademie verlässt, kehren später nach verlorenen Duellen gegen Jaden der Organisation den Rücken. Mit einem Satelliten im Weltraum will Sartorius die Menschheit erleuchten, doch nach der Niederlage gegen Jaden verliert er seine hellseherischen Fähigkeiten, seine Besessenheit eines bösen Aliens, und der Satellit wird zerstört. Der Gewinner des GX-Turniers, das inzwischen stattfand, ist Chazz Princeton, wobei Jaden ihm den Turniersieg überließ. Er besiegte im Finale Blair Flannigan.

### Die dritte Staffel
In der dritten Staffel wird die weiße Unterkunft wieder zur blauen. Jaden, Syrus, Alexis und Atticus sind mittlerweile im letzten Jahr an der Akademie, und Blair, welche in Jaden verliebt ist, ist jetzt auch an der Akademie. Die Akademie bekommt Besuch von Prof. Viper und den besten Duellanten aus anderen Akademien, Jesse Anderson, Axel Brodie, Jim „Crocodile“ Cook und Adrian Gecko. Zunächst wird jeder Duellant auf der Insel mit einem „Bio-Band“ von Professor Viper ausgerüstet, und er startet die Überlebensduelle. Jaden und seine Freunde lernen die neuen Duellanten durch Duelle besser kennen, bemerken aber auch gleichzeitig die Wirkung der Bio-Bänder, welche die Duellenergie eines Duellanten aussaugen. Sie kommen hinter das Geheimnis von Viper, und er duelliert sich mit Jaden. Viper verliert, und die gesamte Duellakademie wird in eine andere Dimension versetzt.
Dort taucht auch Bastion wieder auf. In der Duellakademie hat sich einiges verändert: Die meisten Studenten der Akademie sind Zombies geworden, u. a. auch Syrus, Chazz und Dr. Crowler. Schuld daran ist die enorme Energieabnahme der Duellanten mit den Bio-Bändern. Der schüchterne und ängstliche Marcel, welcher sich als Bonapartes Sohn herausstellt, wird von einer Seele besessen und reißt die drei Heiligen Ungeheuerkarten an sich. In einem Duell, in dem Jesse zusammen mit Jaden seine stärkste Karte, den „Regenbogendrachen“ spielt, besiegen sie Marcel, welcher befreit wird. Er war von „Yubel“ besessen, welche Jaden zu kennen scheint. Mit Hilfe des „Regenbogendrachen“ bringt Jesse Jaden, alle Schüler und die gesamte Akademie wieder zurück, doch er bleibt.
Jaden wird von seinem Gewissen geplagt und will Jesse retten. Mit seinen Freunden öffnet er das Tor zur anderen Dimension. Auch Aster, Zane, Dr. Crowler, Echo und Adrian sind mit von der Partie. Alle sind verzweifelt auf der Suche nach Jesse. Jaden verliert Atticus, Alexis, Chazz und Hassleberry im Duell mit dem Herrscher der Finsteren Welt, seitdem ist Jaden wie ausgewechselt, und wird zu seinem bösen Ich, dem „Obersten König“, dem neuen, absolut gnadenlosen Herrscher der Finsteren Welt (jap. „Haou Judai“). Syrus, Jim und Axel wenden sich von ihm ab. Jim verliert das Duell gegen Jaden, aber mit dem „Auge von Orichalcum“, das er Axel übergibt, besiegt Axel ihn und bekehrt ihn wieder zur guten Seite, aber Axel verliert auch sein Leben. Gemeinsam machen sich Jaden, Syrus, Aster, Zane, Dr. Crowler und Echo auf den Weg, um Jesse weiter zu suchen. Sie treffen Adrian, der alles daran setzt, mit Exodia der neue Herrscher der anderen Dimension zu werden, was dazu führt, dass er Echo für seine Zwecke opfert. Aster opfert sein Leben im Duell, damit Jaden und Co. entkommen können. Der Rest der Gruppe findet Jesse, der aber von „Yubel“ besessen ist. Zane verliert im Duell mit Jesse, aufgrund seiner Finsternis im Herzen (was als ein starkes Herzleiden dargestellt wird), sein Leben. Wenig später wird auch Adrian von Jesse besiegt und in die Finsternis geschickt. Inzwischen verkündet Bastion, zusammen mit der ehemaligen Schattenreiterin Tania, in der Dimension zu bleiben. Jaden tritt nun gegen Jesse an und kann ihn besiegen und retten, aber nun beginnt das wahre Duell gegen „Yubel“. Aufgrund ihrer unzertrennlichen Freundschaft in der Antike fusioniert Jaden letztendlich mit „Super-Polymerisation“ sich und Yubel. Alle, die man für tot hielt, erscheinen nun durch Yubel wieder in der Duellakademie, ausgenommen Jaden, Bastion und Adrian. Jaden kehrt zwar wieder zurück, doch ist er nicht mehr derselbe, was sich auch dadurch bemerkbar macht, dass er so gut wie nie lächelt.

### Die vierte Staffel
In der letzten Staffel befinden sich die Hauptcharaktere in ihrem Abschlussjahr, ausgenommen Hassleberry und Blair. Durch die Verschmelzung mit Yubel ist Jaden vom Kind zum Erwachsenen geworden. Ein neuer Student taucht auf, welcher sich als Yusuke Fujiwara ausgibt und alle manipuliert, ihn zu kennen. Doch bei Jaden funktioniert der Trick nicht. Gleichzeitig taucht auch ein neuer mysteriöser Gegner auf: Trueman, welcher sich auch Mr. T nennt. Er ist hinter Yusuke her, aber seine wahren Ziele sind noch unbekannt. Auch Zane kehrt zurück, doch immer noch sehr geschwächt von der Finsternis in seinem Herzen übergibt er seinem kleinen Bruder sein altes Deck und will sich ein neues bauen. Später stellt sich heraus, dass Yusuke nicht Yusuke ist, sondern Honest, sein Duellgeist, auf der Suche nach seinem Meister. Trueman fordert Jaden einige Male heraus, zieht aber immer den kürzeren. Nach einiger Zeit lässt Mr. T zunächst einige Studenten der Akademie, dann alle Menschen in Domino verschwinden, am Ende sind nur noch Atticus, Jaden und Jesse in dieser Welt. Es stellt sich heraus, dass hinter Trueman der wahre Yusuke, welcher von Nightshroud kontrolliert wird, steckt. Durch einen Trick besiegt er Atticus, und nun duellieren sich Jaden und Jesse gegen ihn. Jaden kann ihn schlagen und ihm die Finsternis entziehen, sein wahrer Feind ist Nightshroud, die Finsternis, die die ganze Zeit in der Maske steckte und auch Atticus und Yusuke manipulierte. Jaden schafft es, die Menschheit zurückzubringen, Nightshroud auszulöschen und so die Welt der Finsternis zu entziehen. Nun steht die große Gratulation bevor. Jaden setzt sich von den anderen ab und nimmt nicht an der Feier teil. Der „geflügelte Kuriboh“ führt ihn zum „König der Spiele“, Yugi Muto, der ihn auf eine Reise in die Vergangenheit schickt, auf der er das, was er verloren hat, wiederfinden soll. Yugi und Jaden duellieren sich, während des Duells findet Jaden wieder, was er bei allen anderen Duellen verloren hat, seine Freude am duellieren  und das Duell ist vorbei. Jaden findet sich in der Wüste wieder und macht sich auf die Suche nach einem neuen Abenteuer mit Banner und der Katze Pharao.

## Charaktere

### Hauptcharaktere
- Jaden Yuki (遊城 十代 Yūki Judai)

Er ist der Held der Serie und ein sehr talentierter Duellant. Durch sein übermäßiges Selbstbewusstsein handelt er manchmal unüberlegt und übereilt. Zwar schneidet er in seinem Aufnahmeduell sehr gut ab, die Ergebnisse der schriftlichen Prüfungen sind aber wesentlich schlechter, weswegen er ins Haus „Slifer Red“ kommt. Zwar bietet sich ihm nach kurzer Zeit der Aufstieg zu „Ra Yellow“, doch lehnt er ab, da er in der Unterkunft Freunde, u. a. Syrus gefunden hat.
- Syrus Truesdale (丸藤 翔 Marufuji Shō)

Syrus ist Jadens Zimmerkamerad und bester Freund, von der ersten Folge an steht er Jaden zur Seite. Eigentlich ist er kein schlechter Duellant, doch durch seine Schüchternheit und das mangelnde Selbstvertrauen passieren ihm in wichtigen Duellen oft dumme Fehler, weshalb er auch ins Haus „Slifer Red“ kam. Zane ist Syrus älterer Bruder und hat erheblich zu seinem mangelnden Selbstbewusstsein beigetragen. Durch die Freundschaft mit Jaden verbesserte Syrus sein Selbstbewusstsein und seine Stärke, was dazu führt, dass er in der zweiten Staffel nach „Ra Yellow“ aufsteigt. In der dritten Staffel wechselt er für kurze Zeit zu „Obelisk Blue“, kehrt aber nach „Ra Yellow“ zurück, um sich um seinen Freund, Jaden, zu kümmern. In der vierten Staffel ist er von Anfang an in der Unterkunft „Obelisk Blue“.
- Alexis Rhodes (天上院 明日香 Tenjōin Asuka)

Alexis ist eine eigensinnige und durchaus sture Freundin von Jaden. Sie ist gleich von Anfang an im Haus „Obelisk Blue“. Ihr größtes Ziel ist es, eine Spur ihres Bruders Atticus zu finden, der unter mysteriösen Umständen verschwand. Nachdem dieser unter dem Namen „Nightshroud“ (im japanischen „Darkness“) wieder aufgetaucht ist, versucht sie alles, um seine verlorene Erinnerung wiederherzustellen, was ihr auch größtenteils gelingt.
- Chazz Princeton (万丈目 準 Manjōme Jun)

Der überhebliche, aber trotzdem clevere Chazz hat es sofort ins Haus „Obelisk Blue“ geschafft. Deshalb vertritt er die Meinung, dass alle Schüler mit schlechten Noten sofort von der Schule verwiesen werden sollten, besonders natürlich sein Konkurrent Jaden. Nachdem er durch Jaden und Bastion ein paar Niederlagen einstecken musste, verlässt er die Schule und tritt einer rivalisierenden Akademie (Nordakademie) bei, dort erstellt er sein Deck neu und spielt z. B. die Lvl. Drachen. Dazu kombiniert er noch die Ojamas (Kleine Duell Monster) welche ihn zu nerven scheinen, kehrt aber nach einem weiteren Duell mit Jaden wieder zurück, kommt allerdings zu „Slifer Red“. Im letzten Jahr an der Akademie ist er wieder in „Obelisk Blue“.
- Tyranno Hassleberry (ティラノ 剣山 Tirano Kenzan)

Ab Staffel 2 ist er als Freund von Jaden und als Duellant der Akademie dabei und kriegt sich regelmäßig mit Syrus in die Haare. Sein Outfit ist sehr auffällig, er trägt u. a. ein Bandana, welches wie der Schädel eines Dinosauriers aussieht. Sein Deck besteht überwiegend aus Dinosauriern, und Hassleberry hat auch Dinosaurier-DNA im Blut. Hassleberry ist wild und draufgängerisch und spricht sehr militärisch mit seinen Freunden (im Original fügt er immer ein „-don“ oder „-saurus“ ans Satzende). In der vierten Staffel ist er allerdings erwachsener und respektvoller geworden.
- Zane Truesdale (丸藤 亮 Marufuji Ryō)

Auch Zane ist von Anfang an mit von der Partie, er ist im Haus „Obelisk Blue“ und der beste Duellant an der Akademie, deshalb trägt er in der japanischen Version den Beinamen „Kaiser“. Er ist Syrus’ älterer Bruder, und setzte diesen scheinbar ständig unter Druck. Sein Deck besteht aus Cyberdrachen. Später wird er nach einem Untergrund-Duell mit Shroud zum „Finsteren Zane“ („Hell Kaiser“), der im Gegenteil zum alten Zane respektlos ist und keine Gefühle mehr zu haben scheint. In der vierten Staffel übergibt er seinem kleinen Bruder sein Deck, um später von vorne anzufangen.
- Blair Flannigan (早乙女 レイ Saotome Rei)

Blair trat schon im ersten Jahr an der Duellakademie auf, sie war als Junge verkleidet, um näher an Zane zu kommen, in den sie verliebt war. Nach dem Duell mit Jaden verliebte sie sich in ihn, musste die Akademie aber verlassen, weil sie zu jung war. Am Ende des zweiten Jahres trat sie im GX-Turnier noch einmal auf, verlor dort aber das Finale gegen Chazz. In der dritten Staffel ist sie Studentin an der Duellakademie in „Slifer Red“, in Staffel 4 bereits in „Obelisk Blue“, behält aber ihre alte Uniform.

### Weitere Charaktere
Neben zahlreichen (teilweise scherzhaften) Dialogbezügen auf die Vorgängerserie tauchen auch einige aus der Vorgängerserie bekannte Charaktere in kurzen Auftritten auf. Zu ihnen gehören Yugi Muto, Seto Kaiba, Maximillian Pegasus, Salomon Muto und die Gebrüder Paradox.

## Veröffentlichungen
Die vom Animationsstudio Gallop produzierte Anime-Serie wurde zum ersten Mal am 6. Oktober 2004 vom japanischen Fernsehsender TV Tokyo ausgestrahlt. Regie führte Hatsuki Tsuji.
In Deutschland wurde die erste Staffel am 20. Februar 2006 erstmals von RTL II ausgestrahlt und lief bis zum 5. Mai mit einer Folge pro Werktag. Die deutsche Erstausstrahlung der zweiten Staffel startete am 29. September 2006, allerdings in wöchentlicher Ausstrahlung, um nach einiger Zeit in den werktäglichen Rhythmus zu wechseln. Seit dem 16. Januar 2008 wurde die dritte Staffel mit einer Folge pro Werktag ausgestrahlt.
Mit 180 Folgen wurde Yu-Gi-Oh! GX Ende März 2008 in Japan beendet. Es folgte eine weitere Nachfolgerserie „Yu-Gi-Oh! 5D’s“, in der es um den 18-jährigen Yusei Fudo geht.
Neben Japan und Deutschland wird die Fernsehserie auch in Brasilien, Australien, Italien, Frankreich, Großbritannien, Taiwan, Südkorea, auf den Philippinen und in den Vereinigten Staaten ausgestrahlt.
Im Dezember 2024 wurde angekündigt, dass die Serie zum 20-jährigen Jubiläum ab April 2025 in einer überarbeiteten Fassung im japanischen Fernsehen gezeigt werden soll.[veraltet]

### Unterschied zwischen Original- und internationaler Version
Wie bereits die Vorgängerserie wurde auch Yu-Gi-Oh! GX nur im ostasiatischen Raum originalgetreu ausgestrahlt. Die Weltrechte für die Vermarktung in den westlichen Ländern erwarb erneut das US-amerikanische Unternehmen 4kids Entertainment. Diese Version des Anime wurde seit Februar 2006 auch auf dem deutschen Fernsehsender RTL II gesendet. Zur Ausstrahlung im US-amerikanischen Fernsehen unterzog 4Kids die Serie teilweise umfangreichen Anpassungen. So wurden viele japanische Namen durch westliche ersetzt sowie andere Vorspanntitel und teilweise auch Hintergrundmusik verwendet. Die Karten wurden teils umgestaltet oder umbenannt und japanische Schrift, Alkohol, Zigaretten, Waffen und Darstellungen von nackten Menschen oder Monstern wurden entfernt oder abgeändert. Zudem ist der Handlungsort nicht mehr Japan. Auch ganze Sequenzen, in denen gezeigt wird, wie Menschen sterben oder ernsthaft verletzt werden, wurden herausgeschnitten. Zudem übersprang 4kids die Episoden 156 bis 180, um Yu-Gi-Oh! 5D’s auszustrahlen.

### Synchronisation
Die deutsche Synchronfassung entstand bei Bikini Studios in Berlin unter der Regie von Mario von Jascheroff.
| Charakter (jp./dt.)                     | Japanischer Sprecher (Seiyū) | Deutscher Sprecher        |
| --------------------------------------- | ---------------------------- | ------------------------- |
| Judai Yuki/Jaden Yuki                   | Ken’ichirō Ōhashi            | Julius Jellinek           |
| Shō Marufuji/Syrus Truesdale            | Masami Susuki                | Constantin von Jascheroff |
| Asuka Tenjōin/Alexis Rhodes             | Sanae Kobayashi              | Tanya Kahana              |
| Hayato Maeda/Chumley Huffington         | Takehiro Hasu                | Hans Hohlbein             |
| Ryō Marufuji/Zane Truesdale             | Takeshi Maeda                | Dennis Schmidt-Foß        |
| Jun Manjōme/Chazz Princeton             | Taiki Matsuno                | David Turba               |
| Cronos de Medici/Dr. Vellian Crowler    | Hiroshi Shimizu              | Santiago Ziesmer          |
| Daichi Misawa/Bastion Misawa            | Yūki Masuda                  | Tobias Müller             |
| Daitokuji/Prof. Lyman Banner            | Kappei Yamaguchi             | Thomas Nero Wolff         |
| Kanzler Samejima/Sheppard               | Masami Iwasaki               | Frank-Otto Schenk         |
| Fubuki Tenjoin/Atticus Rhodes           | Kōji Yusa                    | Nicolás Artajo            |
| Edo Phoenix/Aster Phoenix               | Akira Ishida                 | Julien Haggège            |
| Takuma Saio/Sartorius                   | Takehito Koyasu              | Peter Flechtner           |
| Tyranno Kenzan/Tyranno Hassleberry      | Hiroshi Shimozaki            | Jesco Wirthgen            |
| Seto Kaiba                              | Kenjiro Tsuda                | Gerrit Schmidt-Foß        |
| Pegasus J. Crawford/Maximillion Pegasus | Jiro Jay Tagasuki            | Till Hagen                |
| Sugoroku Muto/Solomon Muto              | Tadashi Miyazawa             | Peter Groeger             |
| Napoleon/Jean-Luis Bonaparte            | Naoki Tatsuta                | Michael Pan               |
| Professor Cobra/Thelonious Viper        | Masaya Takatsuka             | Peter Reinhardt           |
| Johan Andersen/Jesse Anderson           | Kanako Irie                  | Marius Clarén             |
| Austin O'Brien/Axel Brodie              | Naru Kawamoto                | Michael Bauer             |
| Amon Garam/Adrian Gecko                 | Saichōya                     | Rainer Fritzsche          |
| Jim Crocodile Cook                      | Naoya Iwahashi               | Ozan Ünal                 |
| Kagemaru                                | Nobutoshi Kanna              | Tobias Kluckert           |
| Yubel                                   | Hiromi Tsuru                 | Julia Koberstein          |
| Darkness/Nightsroud                     | Hozumi Gōda                  |                           |
| Yugi Muto                               | Shunsuke Kazama              | Konrad Bösherz            |

### Musik
Für die Fernsehserie wurden vier Vorspanntitel produziert. Diese sind Kaisei Josho Hallelujah (快晴・上昇・ハレルーヤ) von Jindō, 99 % und Teardrop (ティアドロップ) von BOWL sowie Precious Time, Glory Days von Psychic Lover. Für den Abspann produzierte JAM Project Genkai Battle (限界バトル) und KENN Wake Up Your Heart. Außerdem verwendete man als Abspanntitel Taiyō (太陽) von Bite the Lung und Endless Dream von Hiroshi Kitadani.
Für die internationale Version ließ 4kids den Titel Game on! als Vorspannmelodie produzieren, der in der deutschen Fassung lokalisiert verwendet wurde und unter dem Titel Fang an! auch auf einem Soundtrack-Sampler veröffentlicht wurde. Als Abspann wurde eine abgewandelte Fassung des Lieds verwendet.

### Manga
In Japan ist bei Shūeisha im Magazin V-Jump eine Manga-Adaption des Animes erschienen. Die Geschichte handelt zwar von den gleichen Hauptcharakteren, die aber in anderen Abenteuern gezeigt werden. Sie endet mit 64 Kapiteln.
Der Manga wurde in den USA von Viz Media im USA Shonen Jump und in Sammelbänden herausgegeben.

## Videospiele
Game-Boy-Advance-Spiele:
- Yu-Gi-Oh! GX Duel Academy
- Yu-Gi-Oh! World Championship 2006

Nintendo-DS-Spiele:
- Yu-Gi-Oh! GX – Spirit Caller
- Yu-Gi-Oh! World Championship 2007
- Yu-Gi-Oh! World Championship 2008

PlayStation-Portable-Spiele:
- Yu-Gi-Oh! GX Tag Force (2007)
- Yu-Gi-Oh! GX Tag Force 2 (2008)
- Yu-Gi-Oh! GX Tag Force 3 (2008)

PlayStation-2-Spiele:
- Yu-Gi-Oh! GX Tag Force Evolution (2007)

PlayStation-4-Spiele:
- Yu-Gi-Oh! Legacy of the Duelist (2015)